# Friedrich Oertel (Althistoriker)
Friedrich Oertel (* 21. Mai 1884 in Leipzig; † 15. Januar 1975 in Bonn) war ein deutscher Althistoriker.

Friedrich Oertel besuchte von September 1895 bis Ostern 1903 das König-Albert-Gymnasium seiner Vaterstadt, das er mit dem Reifezeugnis verließ. Anschließend studierte er zunächst in Leipzig klassische Philologie, Neuere Geschichte und Nationalökonomie. Während seines Studiums wurde er Mitglied beim Verein Deutscher Studenten Leipzig. Er war außerdem auch journalistisch tätig, bis er sich durch das von Ulrich Wilcken geweckte Interesse an griechischen Papyri ganz dem Studium der Altertumswissenschaften zuwendete. Seine akademischen Lehrer waren unter anderem Karl Bücher, Otto Immisch, Karl Lamprecht und Franz Studniczka. Im Jahr 1911 wurde er mit dem ersten Teil der Liturgie promoviert, die nach ihrem Erscheinen die Grundlage für die 1920 erfolgte Habilitation bildete. Das Werk wurde grundlegend für die Kenntnis der Verwaltung Ägyptens und für dessen politische sowie soziale Entwicklung in den Jahrhunderten der ptolemäischen und römischen Herrschaft. Nach der Promotion wurde Oertel zunächst bei Karl Julius Beloch Assistent und nach seiner Rückkehr aus dem Ersten Weltkrieg bei Johannes Kromayer. Während der Weimarer Republik war Oertel Mitglied der DNVP.
Im Jahr 1922 erfolgte der Ruf an die Universität Graz. Berufungen nach Köln und Freiburg im Breisgau (1926) lehnte er ab. 1929 trat er die Nachfolge von Conrad Cichorius in Bonn an. Oertel war von 1930 bis 1932 Vorsitzender des Deutschen Historikerverbandes. In der Zeit des Nationalsozialismus wurde er 1936 als Dekan seines Amtes enthoben. Von 1945 bis 1947 half er erneut als Dekan bei dem Neubeginn der Universität entscheidend mit. 1952 wurde er emeritiert. 1964 wurde Oertel das Große Bundesverdienstkreuz verliehen.
Oertels Forschungsschwerpunkte waren die antike Wirtschaftsgeschichte, die Papyrologie, Alexander der Große sowie die Fragen nach der Ordnung der Gesellschaft und nach den sozialen Voraussetzungen staatlicher Ordnungen.

## Schriften (Auswahl)
- Die Liturgie. Studien zur ptolemäischen und kaiserlichen Verwaltung Ägyptens. Teubner, Leipzig 1917 (Neudruck. Scientia, Aalen 1965).
- Robert von Pöhlmann: Geschichte der sozialen Frage und des Sozialismus in der antiken Welt. 2 Bände. 3. Auflage, durchgesehen und um einen Anhang vermehrt von Friedrich Oertel. C. H. Beck, München 1925 (Reprografischer Nachdruck. Wissenschaftliche Buchgesellschaft, Darmstadt 1984, ISBN 3-534-08587-6).
- The Economic Unification of the Mediterranean Region. Industry, Trade, and Commerce. In: John B. Bury u. a. (Hrsg.): The Augustan Empire, 44 B. C. – A. D. 70 (= The Cambridge Ancient History. Bd. 10). Cambridge University Press, Cambridge u. a. 1934, S. 382–424.
- The Economic Life of the Empire. In: Stanley Arthur Cook u. a. (Hrsg.): The Imperial Crisis and Recovery. A. D. 193–324 (= The Cambridge Ancient History. Vol. 12). Cambridge University Press, Cambridge u. a. 1939, S. 232–282.
- Klassenkampf, Sozialismus und organischer Staat im alten Griechenland (= Kriegsvorträge der Rheinischen Friedrich-Wilhelms-Universität Bonn am Rhein, H. 55, ZDB-ID 966203-0). Bonner Universitäts-Buchdruckerei, Bonn 1942.
- Alexander der Große (= Kriegsvorträge der Rheinischen Friedrich-Wilhelms-Universität Bonn am Rhein. H. 107). Bonner Universitäts-Buchdruckerei, Bonn 1943 (Aus der Vortragsreihe: Das Mittelmeer als europäischer Schicksalsraum.).
- Herodots ägyptischer Logos und die Glaubwürdigkeit Herodots (= Antiquitas. Reihe 1: Abhandlungen zur alten Geschichte. Bd. 18). Mit einem metrologischen Beitrag und Anhang. Habelt, Bonn 1970.